# کیو سیتی (کنتاکی)
کیو سیتی (به انگلیسی: Cave City) شهری در ایالت کنتاکی کشور ایالات متحده آمریکا است که جمعیت آن در سرشماری سال ۲۰۱۰ میلادی، ۲٬۲۴۰ نفر بوده‌است.